# Namsskogan
Namsskogan ist eine Kommune im norwegischen Fylke Trøndelag. Die Kommune hat 811 Einwohner (Stand: 1. Januar 2025). Verwaltungssitz ist der gleichnamige Ort Namsskogan.

## Geografie

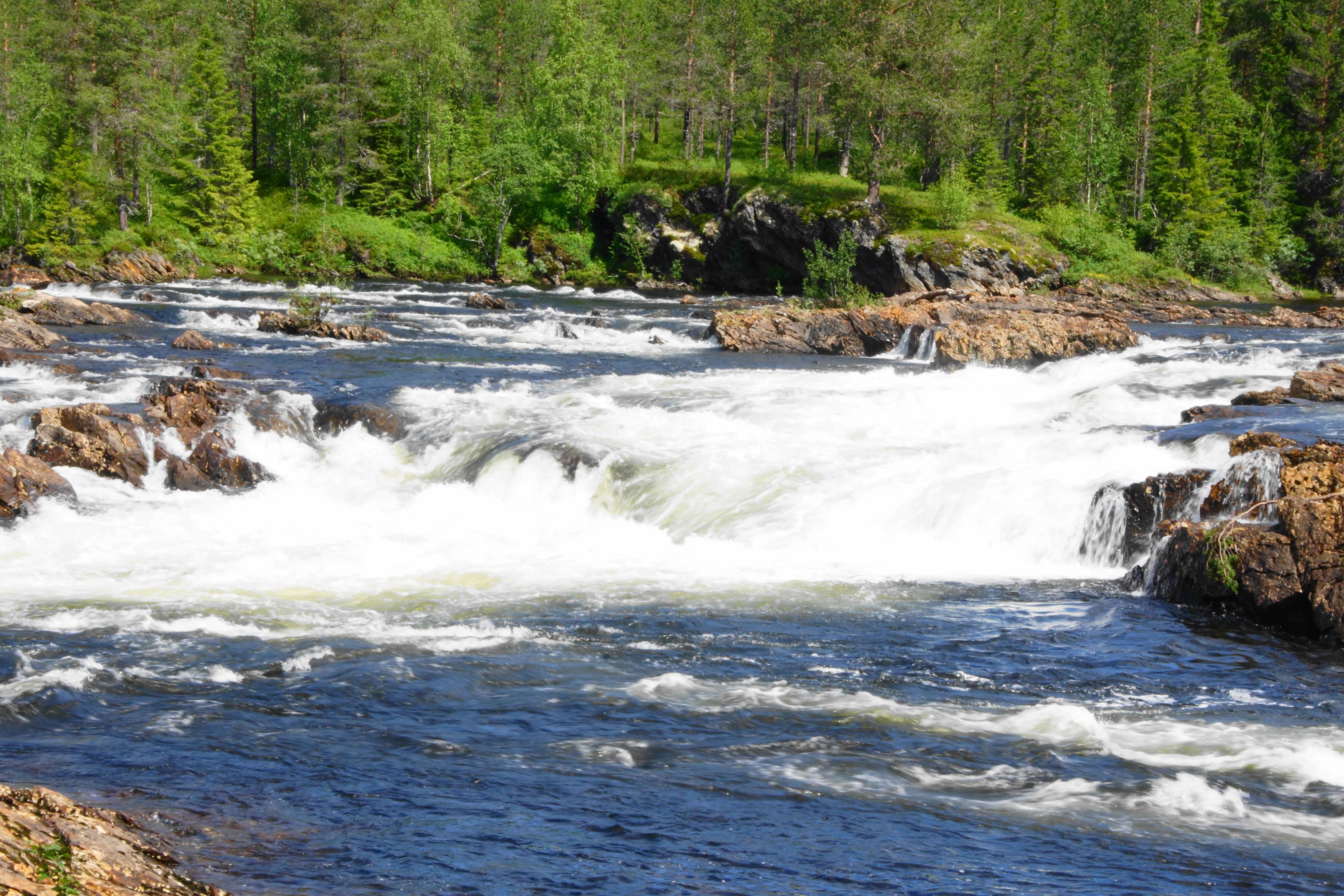
Namsen in Namsskogan

Die Kommune Namsskogan liegt im Norden des Fylkes Trøndelag, an der Grenze zum Fylke Nordland. Namsskogan grenzt im Norden an Grane, im Osten an Røyrvik, im Südosten in einem Punkt an Lierne, im Süden an Grong sowie im Westen an Høylandet und Bindal. Die beiden Nachbarkommunen Grane und Bindal liegen im Fylke Nordland. Durch das Zentrum der Kommune verläuft das Tal Namdalen, durch das der lachsreiche Namsen (südsamisch Nååmesje) fließt. Die Gesamtfläche der Kommune beträgt 1.417,15 km², wobei Binnengewässer zusammen 64,03 km² ausmachen.
Östlich und westlich des Namsen steigt das Terrain an. An beiden Uferseiten werden Höhen von über 1000 moh. erreicht. Rund ein Drittel des Areals liegt auf einer Höhe von mindestens 600 moh. und somit über der Waldgrenze. Der Berg Gisen (südsamisch Jijse) an der Nordostgrenze zu Røyrvik stellt mit einer Höhe von 1166,96 moh. den höchsten Punkt der Kommune Namsskogan dar.

## Einwohner
Bis etwa 1970 wuchs die Einwohnerzahl der Kommune an. Die Einstellung des Bergbaus in der Region führte schließlich zu einem Rückgang der Einwohnerzahl. Die Einwohner leben größtenteils verteilt im Haupttal der Kommune. Neben dem Verwaltungszentrum sind Brekkvasselv und Trones die größten Ortschaften entlang des Namsens. Das Verwaltungszentrum Namsskogan Sentrum, meist Namsskogan genannt, ist der einzige sogenannte Tettsted, also die einzige Ansiedlung, die für statistische Zwecke als eine städtische Siedlung gewertet wird. Zum 1. Januar 2024 lebten dort 220 Einwohner.
Namsskogan hat wie viele andere Kommunen der Provinz Trøndelag weder Nynorsk noch Bokmål als offizielle Sprachform, sondern ist in dieser Frage neutral.
| Jahr          | 1986 | 1990 | 1995 | 2000 | 2005 | 2010 | 2015 | 2020 | 2025 |
| ------------- | ---- | ---- | ---- | ---- | ---- | ---- | ---- | ---- | ---- |
| Einwohnerzahl | 1270 | 1188 | 1074 | 989  | 941  | 928  | 892  | 843  | 811  |

## Geschichte
Die Kommune Namsskogan entstand am 1. Juli 1923, als Grong in die vier Kommunen Røyrvik, Namsskogan, Harran und Grong aufgespalten wurde. Namsskogan hatte bei seiner Gründung 469 Einwohner. Bis zum 31. Dezember 2017 gehörte Namsskogan dem damaligen Fylke Nord-Trøndelag an. Dieses ging im Zuge der Regionalreform in Norwegen in das zum 1. Januar 2018 neu geschaffene Fylke Trøndelag über.
Die Trones kirke ist eine Holzkirche aus dem Jahr 1832. Die von Ole Scheistrøen entworfene Kirche hat rund 150 Sitzplätze.

## Wirtschaft und Infrastruktur

### Verkehr

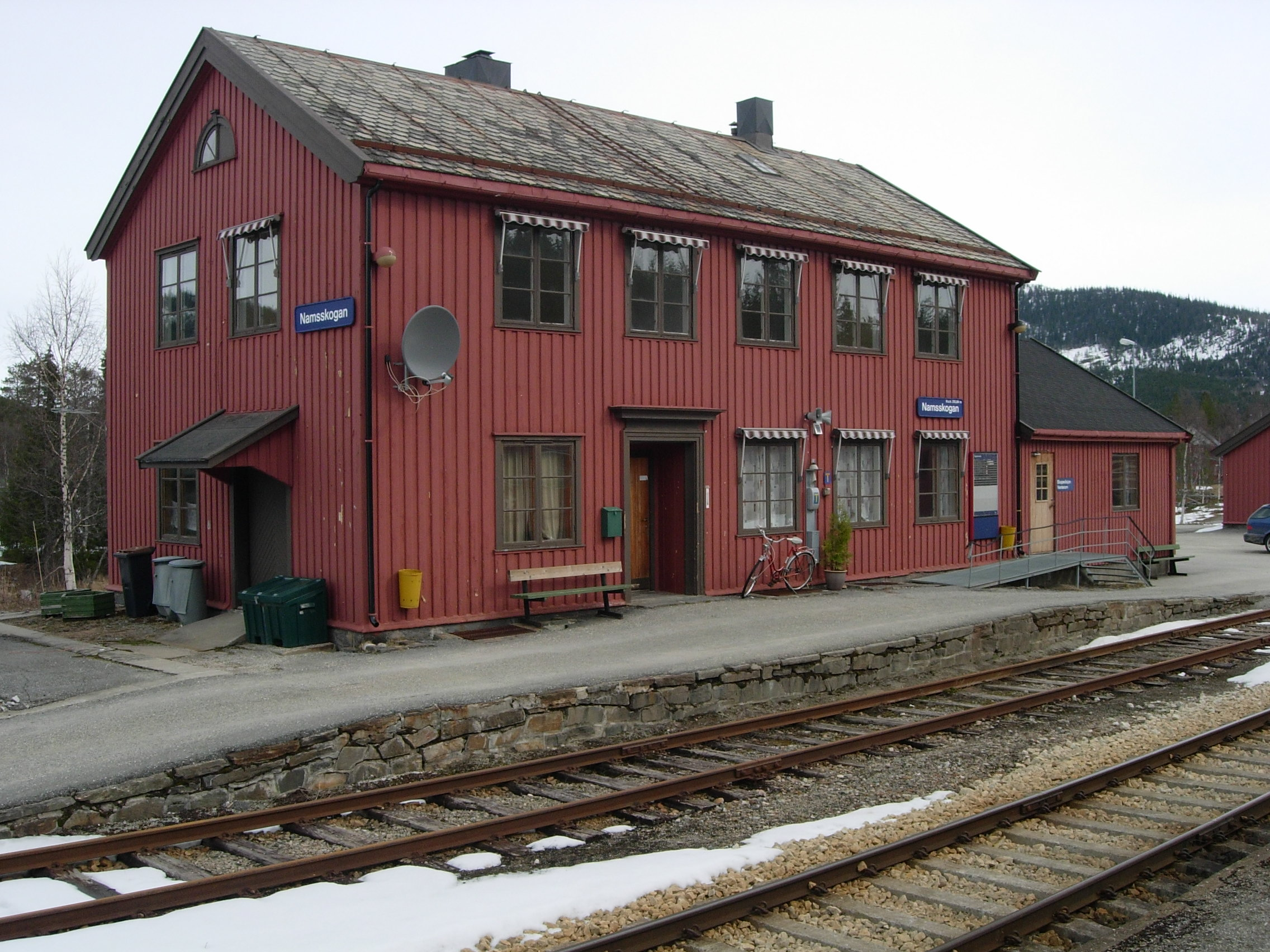
Bahnhof Namsskogan

Parallel zum Namsen führen die Europastraße 6 (E6) und die Nordlandsbanen durch Namsskogan. Von der E6 zweigen bei der Ortschaft Brekkvasselv der Fylkesvei 773 sowie in der Ortschaft Namsskogan der Fylkesvei 7028 ab. Die beiden Straßen münden schließlich ineinander und führen in die östliche Nachbarkommune Røyrvik. Im Süden der Kommune führt zudem der Fylkesvei 764 von der E6 nach Røyrvik. Der Bahnhof in der Ortschaft Namsskogan wurde im Jahr 1940 eröffnet, als die Nordlandsbanen bis nach Mosjøen fertiggestellt wurde. Der Abstand zum Hauptbahnhof von Trondheim beträgt rund 290 Kilometer. Nahe der Südgrenze der Kommune liegt die ebenfalls 1940 eröffnete Lassemoen stasjon.

### Wirtschaft
In der Landwirtschaft, die wirtschaftlich von geringerer Bedeutung ist, ist vor allem die Haltung von Rindern und Schafen typisch. Die Grundlage für den Tourismus bildet in Namsskogan einerseits der Namsskogan familiepark sowie andererseits die Natur und Fischerei. In der Kommune werden mehrere Wasserkraftwerke betrieben. Das größte ist das Kraftwerk Tunnsjødal, das seit 1963 in Betrieb ist und eine Fallhöhe von rund 238 Metern ausnutzt. Zwischen 1991 und 2020 hatte es eine durchschnittliche Jahresproduktion von 840 GWh. Im Jahr 2021 arbeiteten von rund 390 Arbeitstätigen etwa 290 in Namsskogan selbst. Die restlichen Arbeitstätigen verteilten sich vor allem auf die umliegenden Kommunen.

## Name und Wappen
Das seit 1984 offizielle Wappen der Kommune zeigt ein goldenes Elchgeweih auf schwarzem Hintergrund. Der Name Namsskogan setzt sich aus dem Flussnamen Namsen und der Pluralform des norwegischen Wortes skog (deutsch Wald) zusammen.